# 工芸ニュース
『工芸ニュース』（こうげいニュース）は、1932年（昭和7年）に商工省工芸指導所（後に工業技術院産業工芸試験所）の編集で創刊された、日本の雑誌。戦時中は発行されなかったが、1974年（昭和49年）まで刊行された。
戦後の第19巻2号からは丸善株式会社出版部による発行。休刊は第1次オイルショックの影響もあった模様。
先に発刊されていた『工芸指導』の普及版として発行され、国内外の工芸事情の紹介や工藝指導所の研究紹介を目的とした。

## 戦時中の動向
昭和18年10月（第12巻第8号） - 昭和19年9月（第13巻第7号）は、「工芸指導」（後期）と名称を改めた。昭和19年10月より休刊し、昭和21年6月（第14巻第1号）から復刊。

## 変遷
| 発行所         | 自            | 自           | 至          | 至              |
| -------------- | ------------- | ------------ | ----------- | --------------- |
| 工政会出版部   | 昭和07年6月   | 第01巻 第1号 | 昭和10年1月 | 第04巻 第1号    |
| 工業調査協会   | 昭和10年2月   | 第04巻 第2号 | 昭和19年4月 | 第13巻 第3号    |
| 高山書院       | 昭和19年5,6月 | 第13巻 第4号 | 昭和21年6月 | 第14巻 第1号    |
| 技術資料刊行会 | 昭和21年10月  | 第14巻 第2号 | 昭和26年2月 | 第19巻 第1号    |
| 丸善株式会社   | 昭和26年7月   | 第14巻 第2号 | 昭和49年7月 | 第41巻 第3・4号 |